# Rhipidocephala thoracica
Rhipidocephala thoracica är en tvåvingeart som beskrevs av Engel 1946. Rhipidocephala thoracica ingår i släktet Rhipidocephala och familjen rovflugor.
Artens utbredningsområde är Etiopien. Inga underarter finns listade i Catalogue of Life.